# 麥可·洛倫岑
麥可·克里夫頓·洛倫岑（英語：Michael Clifton Lorenzen，1992年1月4日—），為美國職棒大聯盟的投手，目前效力於堪薩斯市皇家。他先前曾效力過紅人、天使、老虎、費城人、遊騎兵等隊。大學時期的洛倫岑為投打二刀流，同時擔任投手和外野手。2013年美國職棒大聯盟選秀，洛倫岑在首輪38順位被紅人選中。

## 職業生涯
在進入選秀前，洛倫岑被評為全美新秀第52名。之後他在2013年選秀會上於38順位被紅人選中，並從亞利桑那聯盟開啟職業生涯。
2014年，洛倫岑受邀參加春訓。該年他在2A拿下4勝6敗，防禦率3.13。2015年春訓，洛倫岑主要擔任後援投手。而他在3A開季後，於4月29日登上大聯盟。不過他在初登板主投5局被敲出8支安打含3轟吞敗。該年他在大聯盟拿下4勝9敗，防禦率5.40。
2016年春訓，洛倫岑肘關節韌帶受傷，因此他到6月中才完成球季初登板。由於手傷關係，球隊多讓他擔任牛棚投手。該年他拿下2勝1敗，防禦率2.88。2017年，他拿下8勝4敗，防禦率4.45。
2018年6月30日，洛倫岑上場代打，結果他敲出滿貫砲。這也是他球季的第三轟。2018年至2019年休賽季，洛倫岑開始在外野訓練，準備讓自己成為投打二刀流選手。
2019年9月4日，洛倫岑成為大聯盟第二位在單一比賽中開轟、拿勝投和擔任外野手的選手。前一位達成此紀錄的選手正是1921年的貝比·魯斯。2020年，洛倫岑拿下3勝1敗，防禦率4.28。
2021年4月14日，洛倫岑因為肩膀受傷進入60天傷兵名單。7月17日才傷癒回歸。

## 個人生活
洛倫岑有3個哥哥，其中有兩個哥哥大學時期都打過棒球。
洛倫岑的父母深受酒精成癮和毒癮所苦，據洛倫岑所述，他小時候幾乎每週都會看到警察上門關切。而他自己以前有陷入毒癮過，不過在17歲那年成功戒除。後來他經過受洗，成為一名受洗的基督徒。他於2016年結婚，目前和妻子同住。

## 外部連結
- 球員資訊和成績在MLB，ESPN，Baseball-Reference，Fangraphs（英文）
- 麥可·洛倫岑的X（前Twitter）
- 麥可·洛倫岑的Instagram帳戶